# Laetitia Bourgeois
 (juin 2024).
Si vous disposez d'ouvrages ou d'articles de référence ou si vous connaissez des sites web de qualité traitant du thème abordé ici, merci de compléter l'article en donnant les références utiles à sa vérifiabilité et en les liant à la section « Notes et références ».
Pour les articles homonymes, voir Bourgeois.
Laetitia Bourgeois, née le 19 décembre 1970 à Saint-Vallier-sur-Rhône, est une historienne et une romancière française, auteure de plusieurs romans policiers historiques.

## Biographie
Elle fait des études supérieures à l'université Lumière Lyon-II et décroche un doctorat en histoire médiévale. Sa thèse s'intitule Les Communautés rurales en Velay face aux crises de la fin du Moyen Âge. Si elle s'intéresse aux conditions sociales du Moyen Âge tardif, ainsi qu'à ses institutions économiques et judiciaires, elle se passionne pour les secrets des plantes médicinales et aromatiques employées par les guérisseurs médiévaux.  Elle a mis sur pied un jardin médiéval expérimental et publié en 1999 Les Bonnes Herbes du Moyen Âge, un ouvrage sur ce sujet.
En 2005, elle se lance dans le roman policier historique avec une série située au XIVe siècle et ayant pour héros Barthélemy, bayle du Val d'Amblavès, et Ysabellis, une guérisseuse.

## Œuvres

### Romans

#### SérieBarthélemy et Ysabellis
- Les Deniers du Gévaudan, Toulouse, Privat, 2005 ; réédition, Paris, 10/18, « Grands Détectives » no 4249, 2009
- Le Parchemin disparu de maître Richard, Toulouse, Privat, 2005 ; réédition, Paris, 10/18, « Grands Détectives » no 4278, 2009
- Un seigneur en otage, Toulouse, Privat, 2007 ; réédition, Paris, 10/18, « Grands Détectives » no 4308, 2010
- La Chasse sauvage, Toulouse, Privat, 2009 ; réédition, Paris, 10/18, « Grands Détectives » no 4422, 2011
- Les Assiégés du mont Anis, Paris, 10/18, « Grands Détectives » no 4758, 2013
- La Fille de Baruch, Paris, 10/18, « Grands Détectives », 2014

#### Autre roman
- Mort noire, Paris, 10/18, « Grands Détectives », 2021

### Autre ouvrage
- Les Bonnes Herbes du Moyen Âge, Paris, Éditions Publisud, 1999. (Ouvrage signé Laetitia Bourgeois-Cornu)